# Kinyongia multituberculata
Espèce
Synonymes
- Chamaeleon fischeri multituberculatus Nieden, 1913
- Chamaeleon fischeri werneri Nieden, 1913
- Bradypodion fischeri multituberculatum (Nieden, 1913)

Statut de conservation UICN

 EN B1ab(iii)+2ab(iii) : En danger
Statut CITES
Kinyongia multituberculata est une espèce de sauriens de la famille des Chamaeleonidae.

## Répartition
Cette espèce est endémique de Tanzanie. Elle se rencontre dans les monts Usambara.

## Publication originale
- Nieden, 1913 : Chamaeleon fischeri Rchw. und seine Unterarten. Sitzungsberichte der Gesellschaft naturforschender Freunde zu Berlin, vol. 1913, no 4,p. 231-249 (texte intégral).